# 三峽街
三峽街為臺灣日治時期1940年6月至1945年10月間存在之行政區，轄屬台北州海山郡，其原為1920年10月成立的三峽庄。今新北市三峽區。

## 行政區劃
三峽街在清治時期及日治時期初期屬海山堡的29街庄及蕃地，1896年5月隸屬臺北縣三角湧辨務署，在1901年11月11日隸屬桃仔園廳三角湧支廳。1903年1月1日，桃仔園廳實行的街庄整併，前述29街庄整併為麥仔園庄、隆恩埔庄、劉厝埔庄、公館後庄、三角湧庄、八張庄、礁溪庄、十三添庄、蔴園庄、中埔庄、鳶山庄、福德坑庄、大埔庄、山員潭仔庄、茅埔庄、成福庄、橫溪庄、挖仔庄等18庄，並被劃分為「第18區」、「第19區」。1905年7月1日，第18區改為成福區，第19區改為三角湧區。
1920年10月1日，原堡里之行政區廢除，街庄改為大字，且「三角湧」改稱「三峽」；桃園廳三角湧支廳成福區與部分三角湧區合併為臺北州海山郡「三峽庄」，轄域內分為三峽、麥子園、隆恩埔、劉厝埔、公館後、八張、礁溪、十三添、麻園、中埔、鳶山、福德坑、大埔、山員潭子、茅埔、成福、橫溪、挖子等18個大字。之後，海山郡蕃地陸續被併入三峽庄，使三峽庄新增大寮、竹崙、白鷄、五寮、揷角、東眼等6個大字，合計共有24個大字。
- 麥子園大字下有「麥子園」、「劉厝埔」小字名
- 公館後大字下有「公館後」、「隆恩埔」、「劉厝埔」小字名
- 三峽大字下有「三峽」、「公館尾」小字名
- 八張大字下有「坡子墘」、「八張」小字名
- 十三添大字下有「十三添」、「犁舌尾」、「打鐵坑」、「烏才頭」小字名
- 麻園大字下有「麻園」、「溪墘寮」小字名
- 大埔大字下有「大埔」、「五鬮」、「二鬮」、「柑子樹脚」、「十八分」、「圳子頭」小字名
- 白鷄大字下有「白鷄」、「紫微」小字名
- 成福大字下有「成福」、「小暗坑」小字名
- 橫溪大字下有「溪北」、「溪南」、「頂寮」、「坪林」小字名
- 竹崙大字下有「竹坑」、「崙尾」小字名
- 五寮大字下有「五寮」、「詩朗」、「菜園地」小字名
- 揷角大字下有「內揷角」、「外揷角」、「有木」、「熊空」小字名
- 東眼大字下有「東眼」、「金敏子」、「東麓」小字名

1922年（大正十一年）1月13日，海山郡蕃地白石按、大旗尾、雞罩山、紫微坑、牛角坑合併為白鷄大字，崙尾寮、竹坑山合併為竹崙大字，湳子橋、鹿母潭、大寮地合併為大寮大字，編入三峽。1924年4月10日，海山郡蕃地「鹿窟」被併入白鷄大字。1932年（昭和七年）2月1日，海山郡蕃地烏才頭併入大埔大字，圳子頭、柑子樹腳、十八分併入十三添大字，內揷角、外揷角、有木、熊空南腳合併新設揷角大字，東眼山、東麓、金敏子合併新設東眼大字，菜園地、五寮、詩朗合併新設五寮大字，編入三峽。1940年（昭和十五年）6月17日，三峽庄升格為「三峽街」。
二戰後，三峽庄在1946年改為臺北縣海山區「三峽鎮」。
| 1901年 | 1901年                                   | 1905年     | 1905年     | 1920年     | 1920年                                       | 1940年 | 1940年   | 1946年 |
| 區     | 街庄                                     | 區         | 街庄       | 街庄       | 大字                                         | 街庄   | 大字     | 鄉鎮   |
| ------ | ---------------------------------------- | ---------- | ---------- | ---------- | -------------------------------------------- | ------ | -------- | ------ |
| 第18區 | 成福庄、三尖腳庄、小暗坑庄               | 成福區     | 成福庄     | 三峽庄     | 成福                                         | 三峽街 | 成福     | 三峽鎮 |
| 第18區 | 圓潭仔溝庄、溪南庄、坪林庄、溪北庄       | 成福區     | 橫溪庄     | 三峽庄     | 橫溪                                         | 三峽街 | 橫溪     | 三峽鎮 |
| 第18區 | 挖仔庄                                   | 成福區     | 挖仔庄     | 三峽庄     | 挖子                                         | 三峽街 | 挖子     | 三峽鎮 |
| 第19區 | 三角湧街、公館尾庄                       | 三角湧區   | 三角湧庄   | 三峽庄     | 三峽                                         | 三峽街 | 三峽     | 三峽鎮 |
| 第19區 | 麥仔園庄、劉厝埔庄(部分)                 | 三角湧區   | 麥仔園庄   | 三峽庄     | 麥子園                                       | 三峽街 | 麥子園   | 三峽鎮 |
| 第19區 | 隆恩埔庄(部分)                           | 三角湧區   | 隆恩埔庄   | 三峽庄     | 隆恩埔                                       | 三峽街 | 隆恩埔   | 三峽鎮 |
| 第19區 | 劉厝埔庄(部分)                           | 三角湧區   | 劉厝埔庄   | 三峽庄     | 劉厝埔                                       | 三峽街 | 劉厝埔   | 三峽鎮 |
| 第19區 | 公館後庄、隆恩埔庄(部分)、劉厝埔庄(部分) | 三角湧區   | 公館後庄   | 三峽庄     | 公館後                                       | 三峽街 | 公館後   | 三峽鎮 |
| 第19區 | 八張庄                                   | 三角湧區   | 八張庄     | 三峽庄     | 八張                                         | 三峽街 | 八張     | 三峽鎮 |
| 第19區 | 礁溪庄                                   | 三角湧區   | 礁溪庄     | 三峽庄     | 礁溪                                         | 三峽街 | 礁溪     | 三峽鎮 |
| 第19區 | 蔴園庄、溪墘寮庄                         | 三角湧區   | 蔴園庄     | 三峽庄     | 麻園                                         | 三峽街 | 麻園     | 三峽鎮 |
| 第19區 | 中埔庄                                   | 三角湧區   | 中埔庄     | 三峽庄     | 中埔                                         | 三峽街 | 中埔     | 三峽鎮 |
| 第19區 | 鳶山庄                                   | 三角湧區   | 鳶山庄     | 三峽庄     | 鳶山                                         | 三峽街 | 鳶山     | 三峽鎮 |
| 第19區 | 福德坑庄                                 | 三角湧區   | 福德坑庄   | 三峽庄     | 福德坑                                       | 三峽街 | 福德坑   | 三峽鎮 |
| 第19區 | 山員潭仔庄                               | 三角湧區   | 山員潭仔庄 | 三峽庄     | 山員潭子                                     | 三峽街 | 山員潭子 | 三峽鎮 |
| 第19區 | 茅埔庄                                   | 三角湧區   | 茅埔庄     | 三峽庄     | 茅埔                                         | 三峽街 | 茅埔     | 三峽鎮 |
| 第19區 | 大埔庄、二鬮庄、五鬮庄                   | 三角湧區   | 大埔庄     | 三峽庄     | 大埔                                         | 三峽街 | 大埔     | 三峽鎮 |
| -      | -                                        | 桃園廳蕃地 | -          | 海山郡蕃地 | 烏才頭                                       | 三峽街 | 大埔     | 三峽鎮 |
| 第19區 | 十三添庄、打鐵坑庄、犁舌尾庄             | 三角湧區   | 十三添庄   | 三峽庄     | 十三添                                       | 三峽街 | 十三添   | 三峽鎮 |
| -      | -                                        | 桃園廳蕃地 | -          | 海山郡蕃地 | 圳子頭、柑子樹腳、十八分                     | 三峽街 | 十三添   | 三峽鎮 |
| -      | -                                        | 桃園廳蕃地 | -          | 海山郡蕃地 | 湳子橋、鹿母潭、大寮地                       | 三峽街 | 大寮     | 三峽鎮 |
| -      | -                                        | 桃園廳蕃地 | -          | 海山郡蕃地 | 崙尾寮、竹坑山                               | 三峽街 | 竹崙     | 三峽鎮 |
| -      | -                                        | 桃園廳蕃地 | -          | 海山郡蕃地 | 白石按、大旗尾、雞罩山、紫微坑、牛角坑、鹿窟 | 三峽街 | 白鷄     | 三峽鎮 |
| -      | -                                        | 桃園廳蕃地 | -          | 海山郡蕃地 | 菜園地、五寮、詩朗                           | 三峽街 | 五寮     | 三峽鎮 |
| -      | -                                        | 桃園廳蕃地 | -          | 海山郡蕃地 | 內揷角、外揷角、有木、熊空南腳               | 三峽街 | 揷角     | 三峽鎮 |
| -      | -                                        | 桃園廳蕃地 | -          | 海山郡蕃地 | 東眼山、東麓、金敏子                         | 三峽街 | 東眼     | 三峽鎮 |

## 街庄長
- 陳佛齊：1920年10月至1935年（原任三角湧區長）
- 中原薰：1936年至1937年（後任淡水街長）
- 小林勘藏：1938年至1941年（原任羅東郡役所警察課警部）
- 菊池清作：1942年至1945年（原任土城庄長）[8]

## 設施
- 三峽郵便局
- 海山郡警察課三峽分室
- 三峽信用利用購買販賣組合
- 三峽圖書館：1925年設立
- 三峽公會堂
- 三峽青年教錫所：1929年設立於三峽公學校內
- 三峽尋常小學校→三峽國民學校（位在三峽國中舊址）
- 三峽公學校→三峽東國民學校（今三峽國小）
- 成福公學校→成福國民學校（今成福國小）
- 大埔公學校→大埔國民學校（今大埔國小）
- 大埔公學校揷角分敎場→揷角國民學校（今插角國小）
- 海山輕鐵株式會社
- 三井合名會社三峽事業部
- 三峽興殖公司
- 臺灣製腦株式會社三峽監理詰所
- 臺灣電力株式會社三峽變電所並散宿所[9]

## 名所舊跡

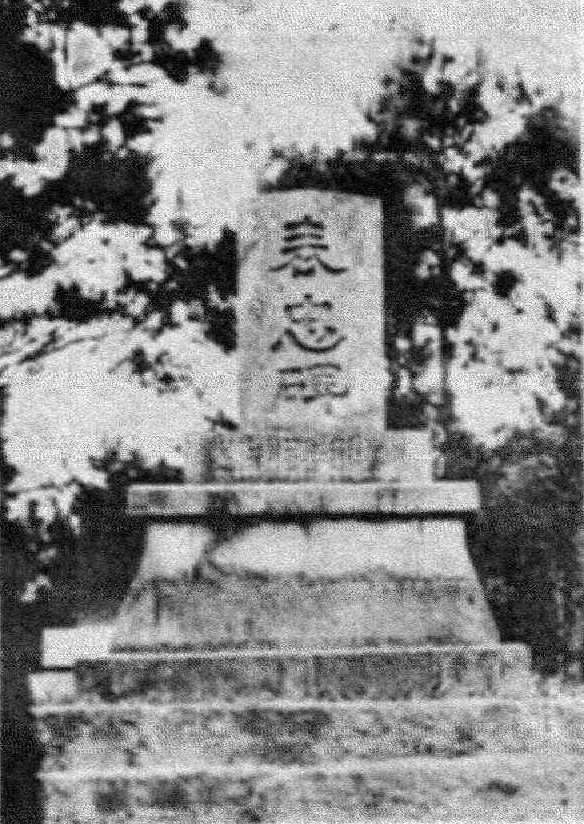
三峽表忠碑

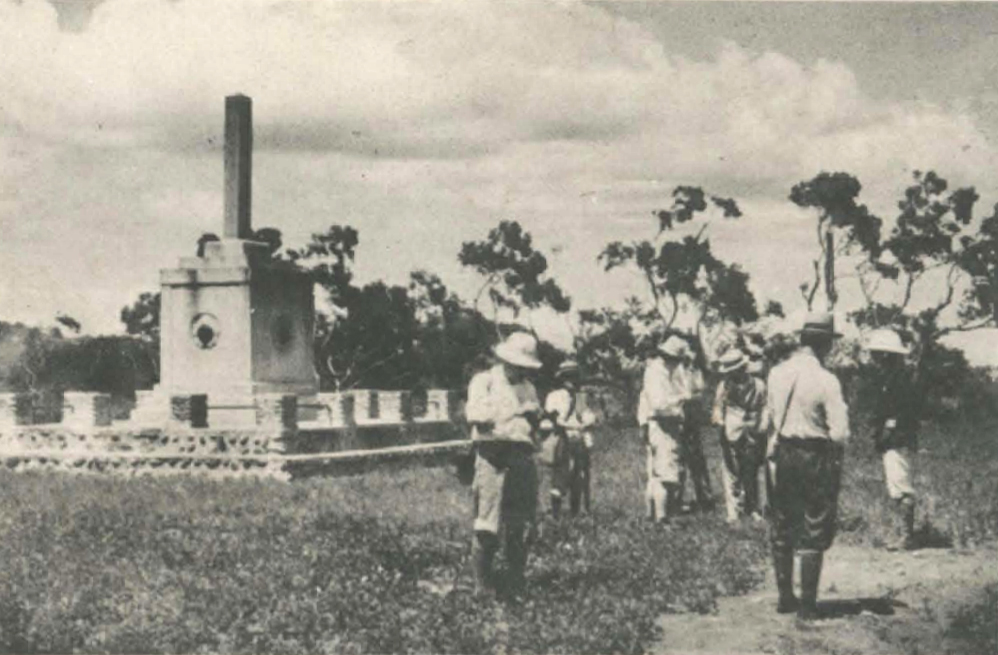
隆恩埔戰役紀念碑

- 鳶山
- 三角湧附近之戰跡
- 福德坑附近之戰跡
- 三峽表忠碑（三峽公園內）三峽表忠碑
- 隆恩埔戰役紀念碑隆恩埔戰役紀念碑
- 殉難警察官之碑
- 桃仔園廳隘勇伍長陳印之碑
- 蕃仔寮
- 長壽山元亨堂[9]